# Anna Catharina Bischoff

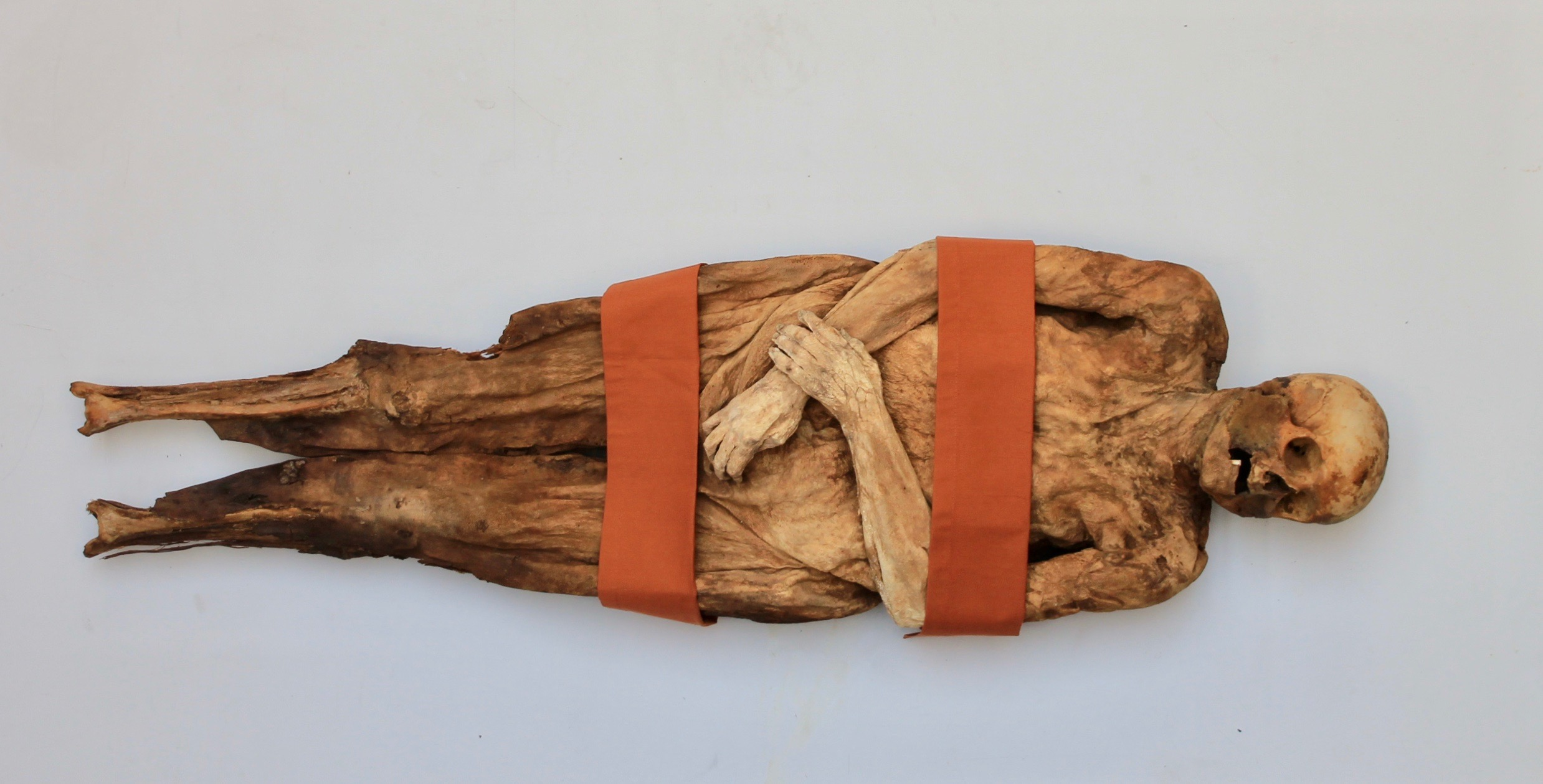
Momie de Anna Catharina Bischoff

Anna Catharina Bischoff (*23 mars 1719 à Strasbourg, inhumée le 30 août 1787 à Bâle), connue sous le nom de « momie/dame de la Barfüsserkirche (ancienne église des Franciscains) », était l’épouse du pasteur Lucas Gernler. Sa découverte remonte à 1975 lorsque son corps momifié a été mis au jour dans un caveau de l’Église des Franciscains à Bâle.

## Antécédents
Au cours du XIXe siècle, la Barfüsserkirche a été transformée en entrepôt de sel. Le sel s´est infiltré dans les fondations de cette église entraînant un risque prononcé pour la structure de la bâtisse âgée de près de 800 ans. Il a donc fallu l’assainir complètement. Pendant la rénovation, les services archéologiques de la ville de Bâle ont effectué des fouilles qui ont permis de découvrir et de documenter des centaines de squelettes.

## La découverte

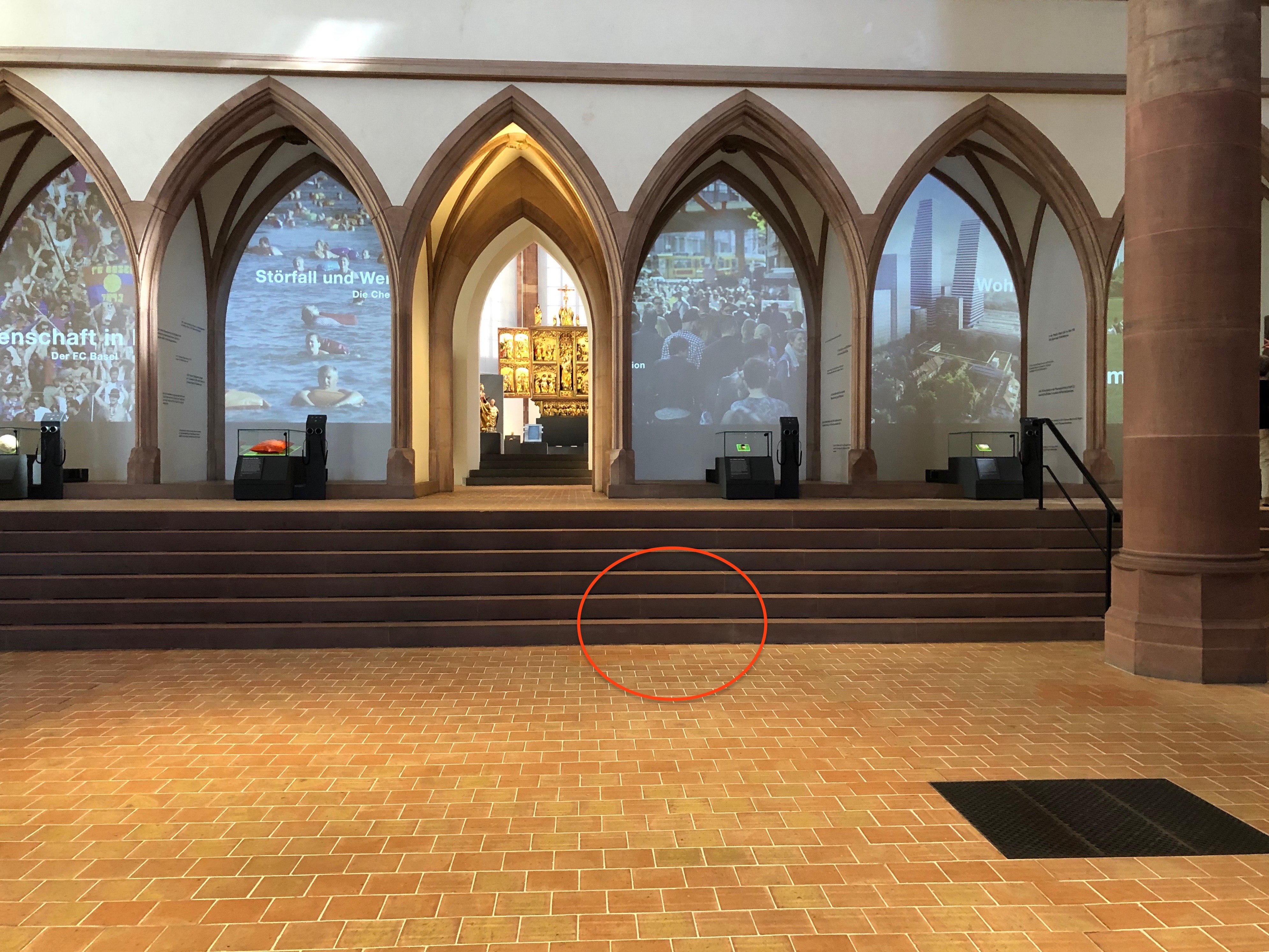
Localisation approximative du cercueil

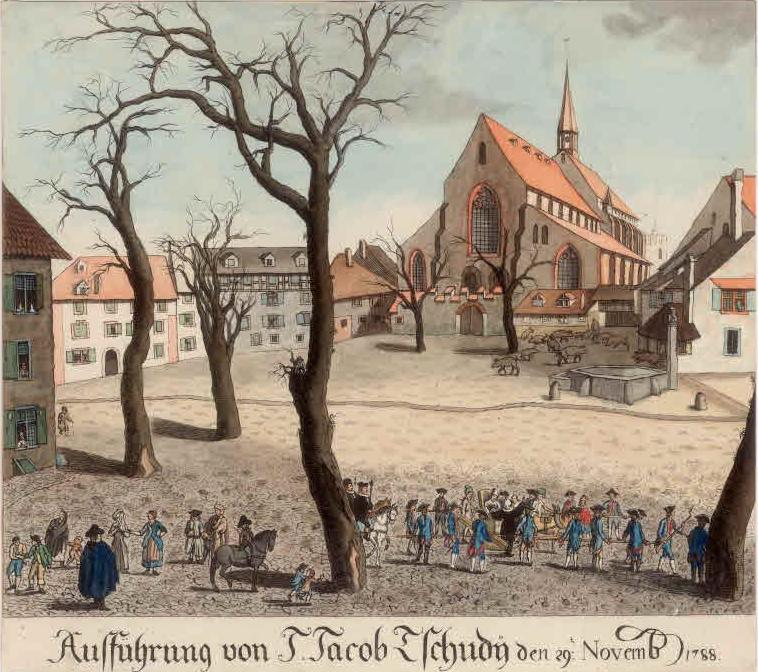
Barfüsserplatz 1788

Le 20 octobre 1975, des travailleurs ont mis au jour devant le chœur une cellule funéraire formée de briques contenant entre autres deux cercueils en bois. L’un des deux contenait un corps féminin presque entièrement momifié qui allait être connu plus tard sous le nom de « Dame de la Barfüsserkirche ».

## Investigations sur place
La femme était inhumée dans un cercueil simple en bois de sapin. Des restes de ses vêtements et de ses cheveux étaient conservés. La momie était en bon état sauf au niveau des pieds et de la tête qui ne portaient plus de peau. La momie mesurait 142 centimètres, indiquant une petite taille même pour son époque. Beaucoup de plis de peau laissent supposer une stature corpulente. 

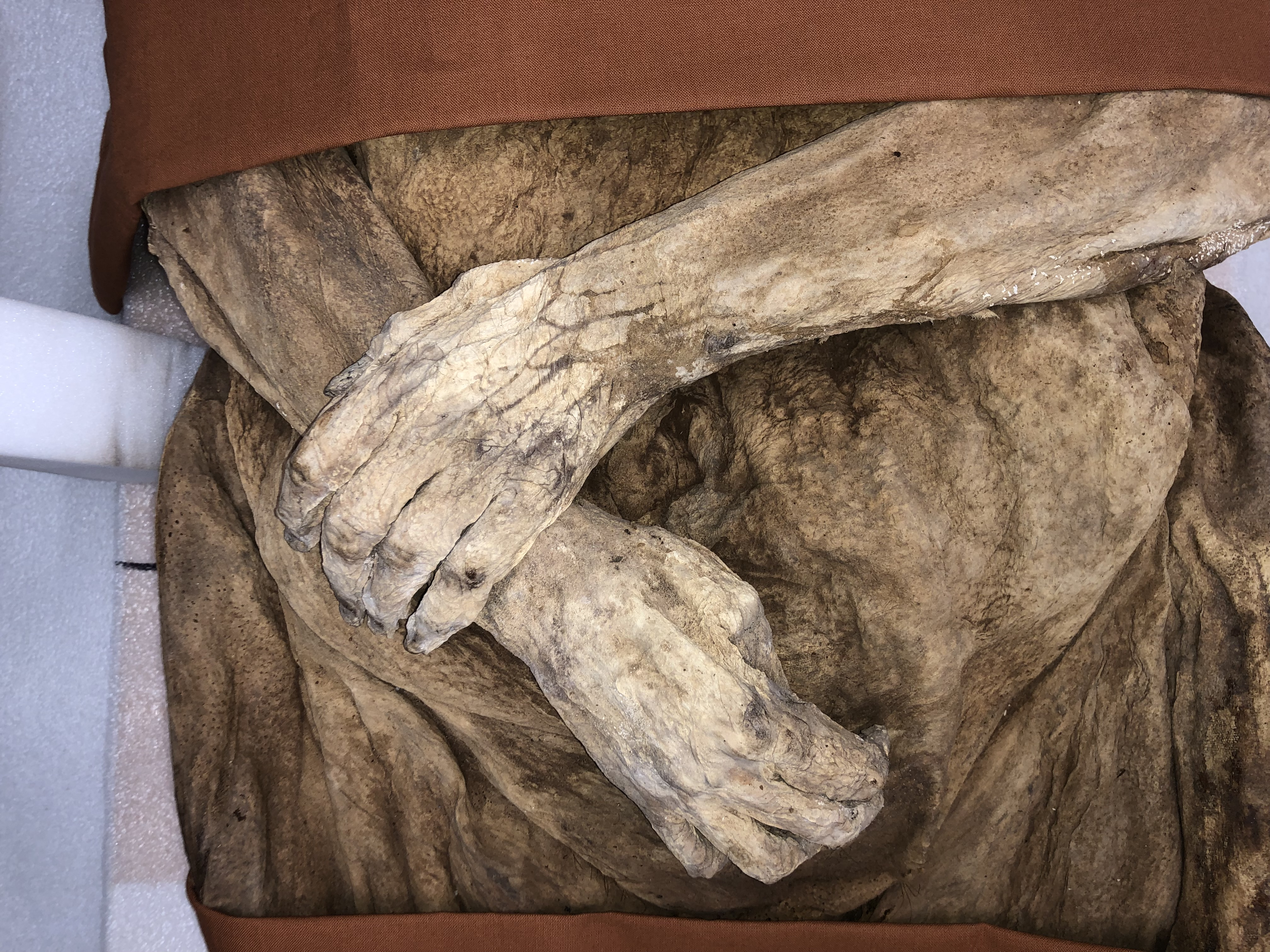
mains
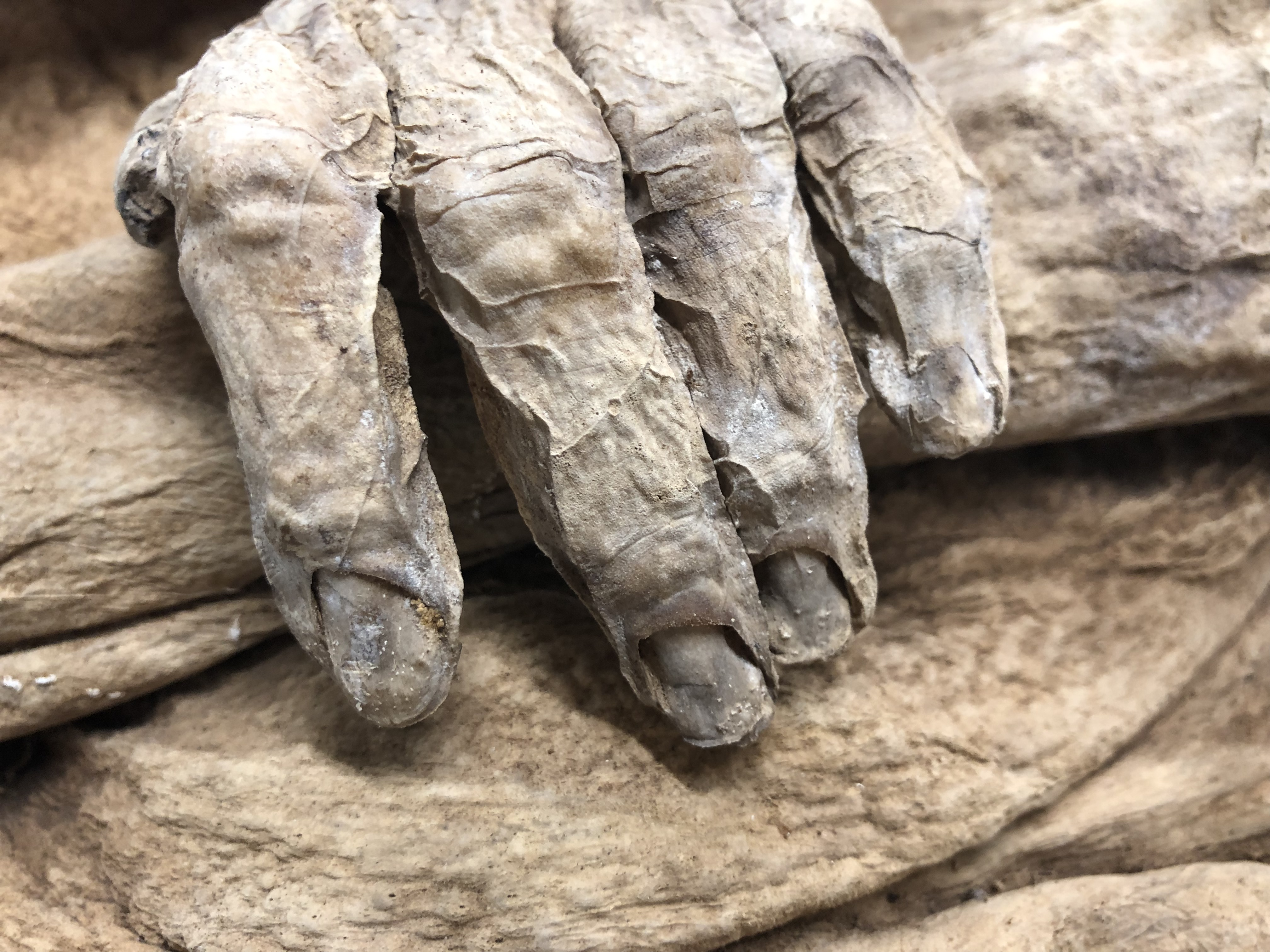
main gauche
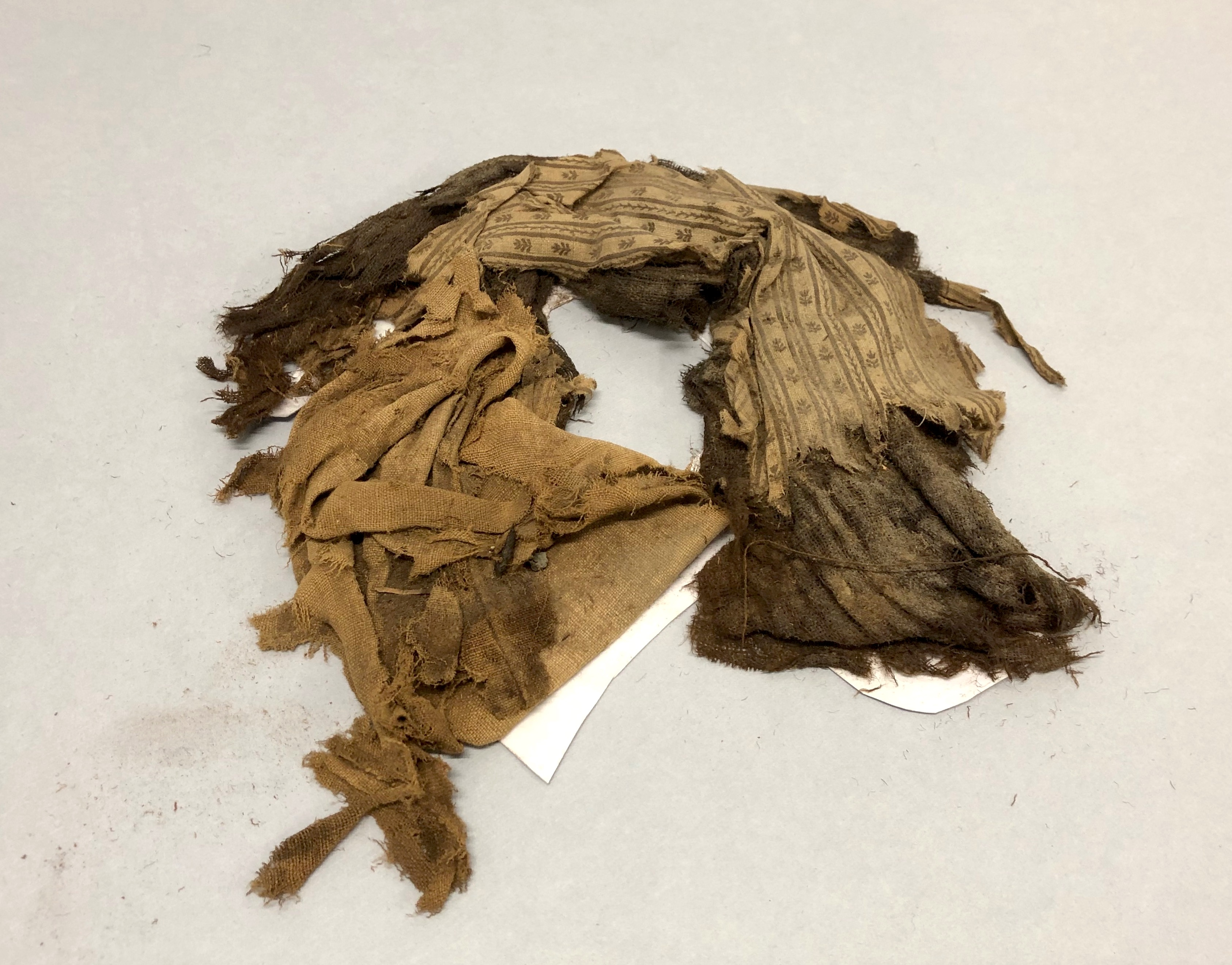
reste du vêtement

L’anthropologue Bruno Kaufmann examina la momie en 1976 et constata des doses très élevées de sulfure de mercure dans tout le corps et surtout dans les poumons. Il conclut que la momification complète avait été favorisée par le mercure. Le microclimat dans le cercueil et dans la cellule funéraire semble avoir empêché la dégradation microbienne (en).

## Investigation approfondie
Depuis 2015, la momie fait l’objet d’études par Gerhard Hotz, anthropologue au Musée d'histoire naturelle de Bâle. Les analyses tomographiques révèlent une artériosclérose de l’aorte du ventre et une vésicule biliaire remplie de calculs. Ces observations suggèrent une consommation élevée de viande grasse et d’hydrates de carbone. Une mauvaise hygiène dentaire et une consommation élevée de sucreries ont provoqué la perte de toutes les dents supérieures. Seules quelques dents cariées persistent dans la mâchoire inférieure.

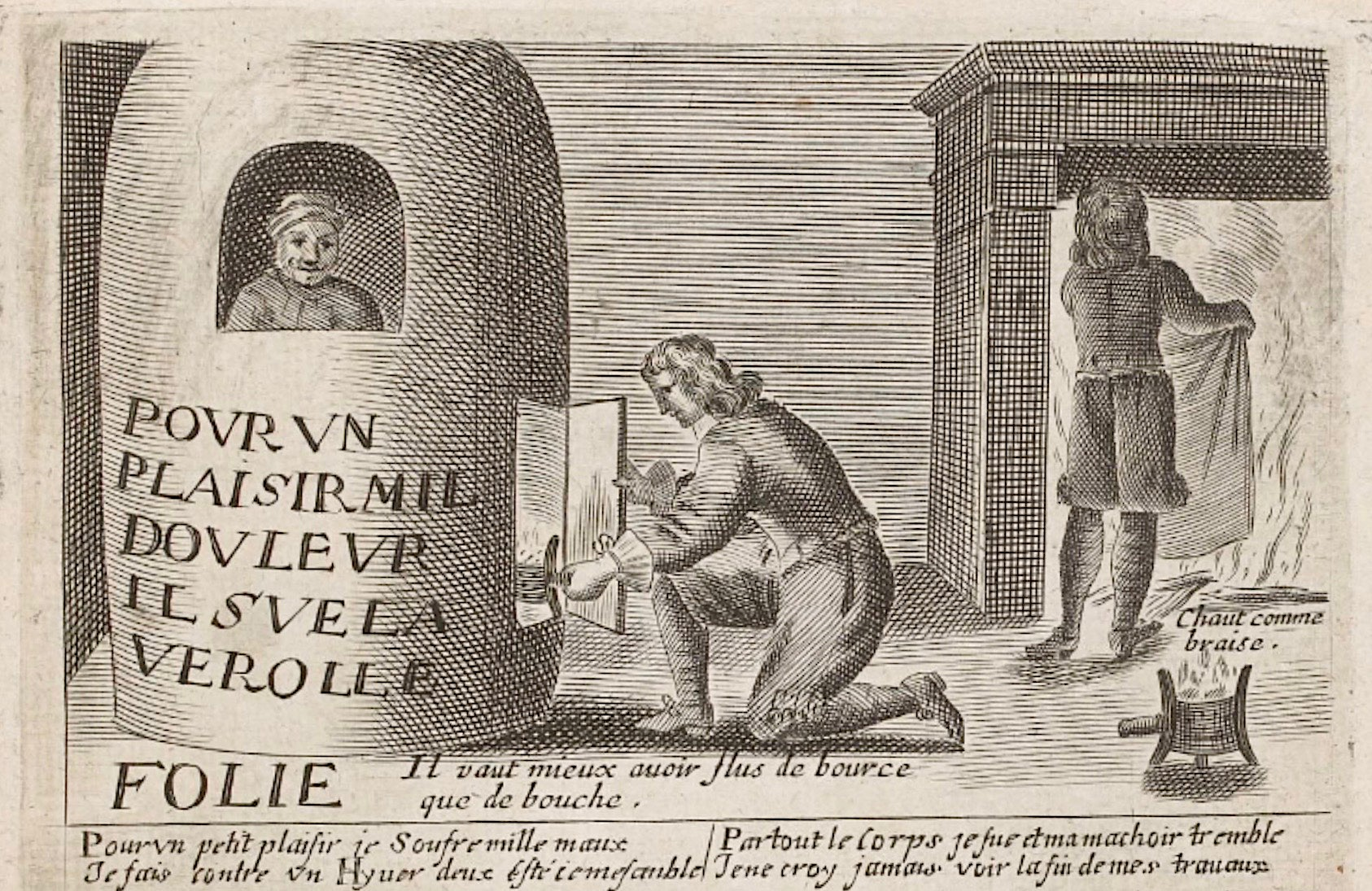
Un traitement aux vapeurs de mercure. Dans une petite cabine, les vapeurs étaient inhalées. Présentation du XVIIe siècle

Étant donné les doses de mercure dans les poumons et les résultats d’autres analyses, les historiens de la médecine ont d’abord supposé que la Dame de la Bafüsserkirche avait subi un traitement antisyphilitique. Les malades inhalaient en effet des vapeurs de mercure pour soigner la syphilis, un traitement qui s’avérait souvent mortel après une légère amélioration de leur condition. Néanmoins, les recherches récentes ont relevé que les doses de mercure mesurées chez cette femme ne suffisaient pas à entraîner la mort. Sans aucun doute, Anna Catharina Bischoff avait du mercure dans le corps mais on ignore à présent la cause de son décès.
On ignore la façon de l’infection qui pourrait venir d’un rapport sexuel, la contamination par les instruments du barbier chirurgien ou les visites dans l’hôpital pour les malades syphilitiques de Strasbourg où elle accompagnait son mari. Dans ces lieux, il y avait une petite cabine qui servait probablement à des inhalations. Une légère amélioration a souvent été suivie de la mort causée par une Intoxication au mercure.

## Identification

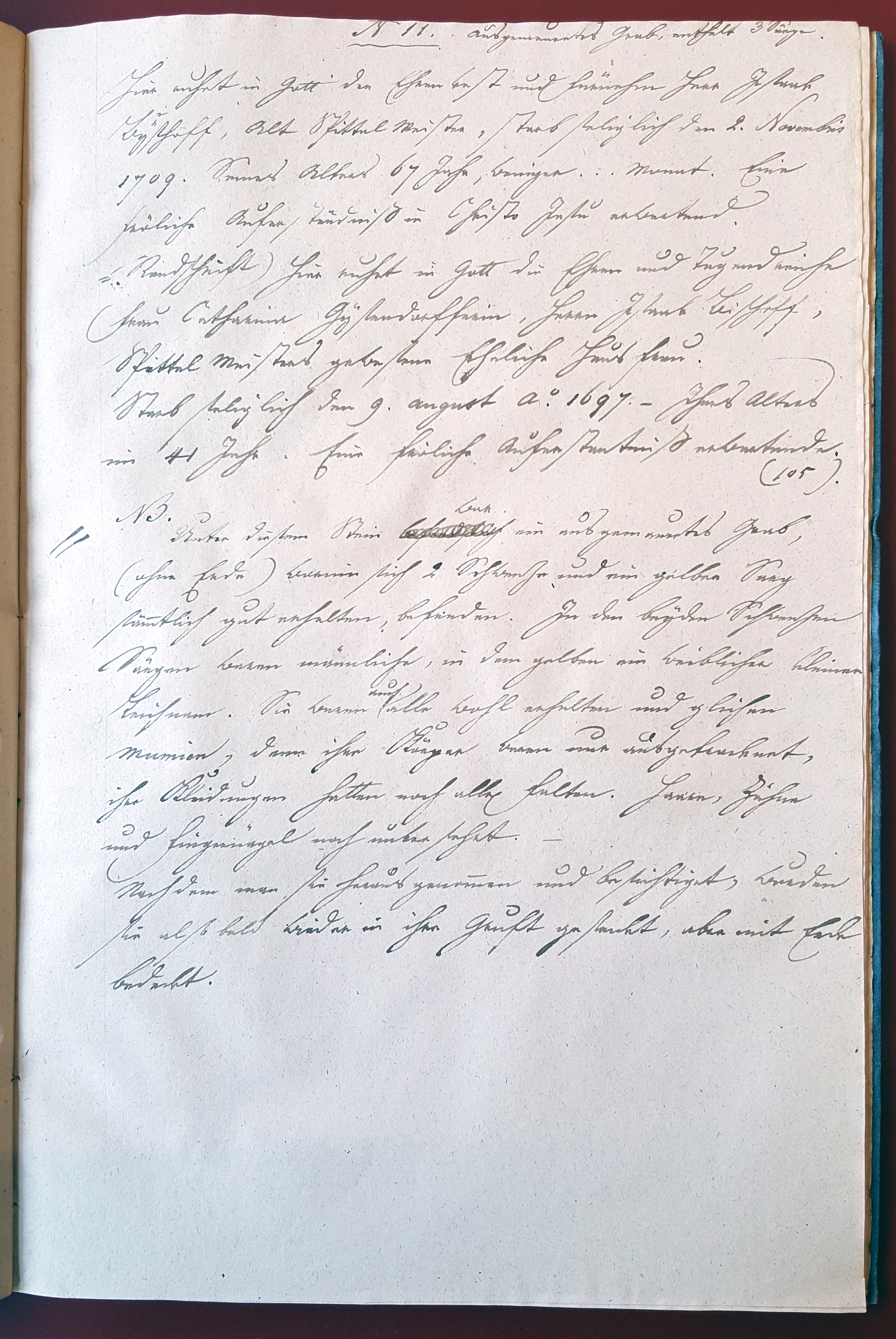
Texte du chef des travaux Blendinger

La position choisie de la tombe près du maire de Bâle Hans Rudolf Wettstein laisse supposer qu’elle appartenait à une famille de la haute société ; cet endroit étant réservé aux dignitaires, notamment du clergé.
Des documents des archives de l’église prouvent que cette tombe a été ouverte en octobre 1843 ; l’église était alors convertie en entrepôt de marchandises. Les archives indiquent que des travailleurs auraient enlevé le couvercle de la tombe No. 11. Marie Louise Gamma et Diana Gysin, deux bénévoles impliquées dans un projet de science participative à Bâle, épluchent les documents de l’église pour comprendre son histoire. Elles ont découvert un texte du chef des travaux Blendinger et l’ont retranscrit. Blendinger a lui-même retranscrit le texte écrit sur la dalle du caveau (citation en allemand).
Grabstein N 11 ausgemauertes Grab, enthelt 3 Särge. Hier ruhet in Gott der Ehrenvest und Fürnehm Herr Isaak Byschoff, Alt Spittel Meister, starb seliglich den 2. Novembris 1709. Seines Alters 67 Jahr weniger ... Monat. Eine fröliche Auferständniß in Christo Jesu erwartend. Hier ruhet in Gott die Ehren und Tugendreiche Frau Catharina Gysendorfferin, Herrn Isaak Bischoff, Spittel Meisters gewesene Eheliche Hausfrau. Starb seliglich den 9. August ao 1697. -Ihres Alters im 41 Jahr. Eine fröliche Auferstantniß erwartend. (105)
Traduction :
Pierre tombale N 11, tombe murée, contient trois cercueils. Ici repose en Dieu l'honorable et noble M. Isaac Byschoff, ancien directeur d'hôpital, il est décédé le 2 novembre 1709 à l'âge de 67 ans moins ... mois, dans l'attente d'une joyeuse résurrection en Christ Jésus. Ici reposait en Dieu la femme honorable et vertueuse Catharina Gysendorffer, la femme de M. Isaac Bischoff. Décédé le 9 août 1697 à l'âge de 41 ans, dans l'attente d'une joyeuse résurrection. (105)
Ce numéro 105 se réfère à l’annuaire de la Barfüsserkirche de 1771 dans lequel sont enregistrées 110 tombes de famille et sont données des informations sur les personnes enterrées. Cet annuaire est déposé aux Archives du Canton de Bâle ville sous la signature « StABS Bauakten JJ 32-33 ». La position 105 nous donne des informations sur la tombe de famille du directeur de l´hôpital Bischoff indiquant que sa petite-fille Anna Catharina Bischoff y fut enterrée en août 1787.
Blendinger constate : 
NB: Unter diesem Stein war ein ausgemauertes Grab, (ohne Erde) worinn sich 2 Schwarze und ein gelber Sarg, sämmtlich gut erhalten, befanden. In den beyden Schwarzen Särgen waren männliche, in dem gelben ein weiblicher kleiner Leichnam. Sie waren auch alle wohl erhalten und glichen Mumien, denn ihre Körper waren nur ausgetrocknet, ihre Kleidungen hatten noch alle Falten. Haare, Zähne und Fingernägel noch unversehrt. Nachdem man sie herausgenommen und besichtiget, wurden sie alsbald wieder in ihre Gruft gesenkt, aber mit Erde bedeckt.
Traduction :
Sous cette pierre se trouvait une tombe murée (sans terre) dans laquelle deux cercueils noirs et un jaune étaient tous bien conservés. Dans les deux cercueils noirs, il y avait un homme, dans le jaune, un petit cadavre féminin. Elles étaient toutes bien conservées et ressemblaient à des momies, leur corps était seulement asséchés, leurs vêtements encore froissés. Les cheveux, les dents et les ongles sont encore intacts. Après avoir été emmenés et examinés, ils ont été replacés dans leur tombe, mais recouverts de terre.
Par conséquent, on dispose du nom de la femme morte. Le description de Blendinger du « petit cadavre féminin » correspond à la momie mise au jour pour la deuxième fois en 1975.

## Généalogie

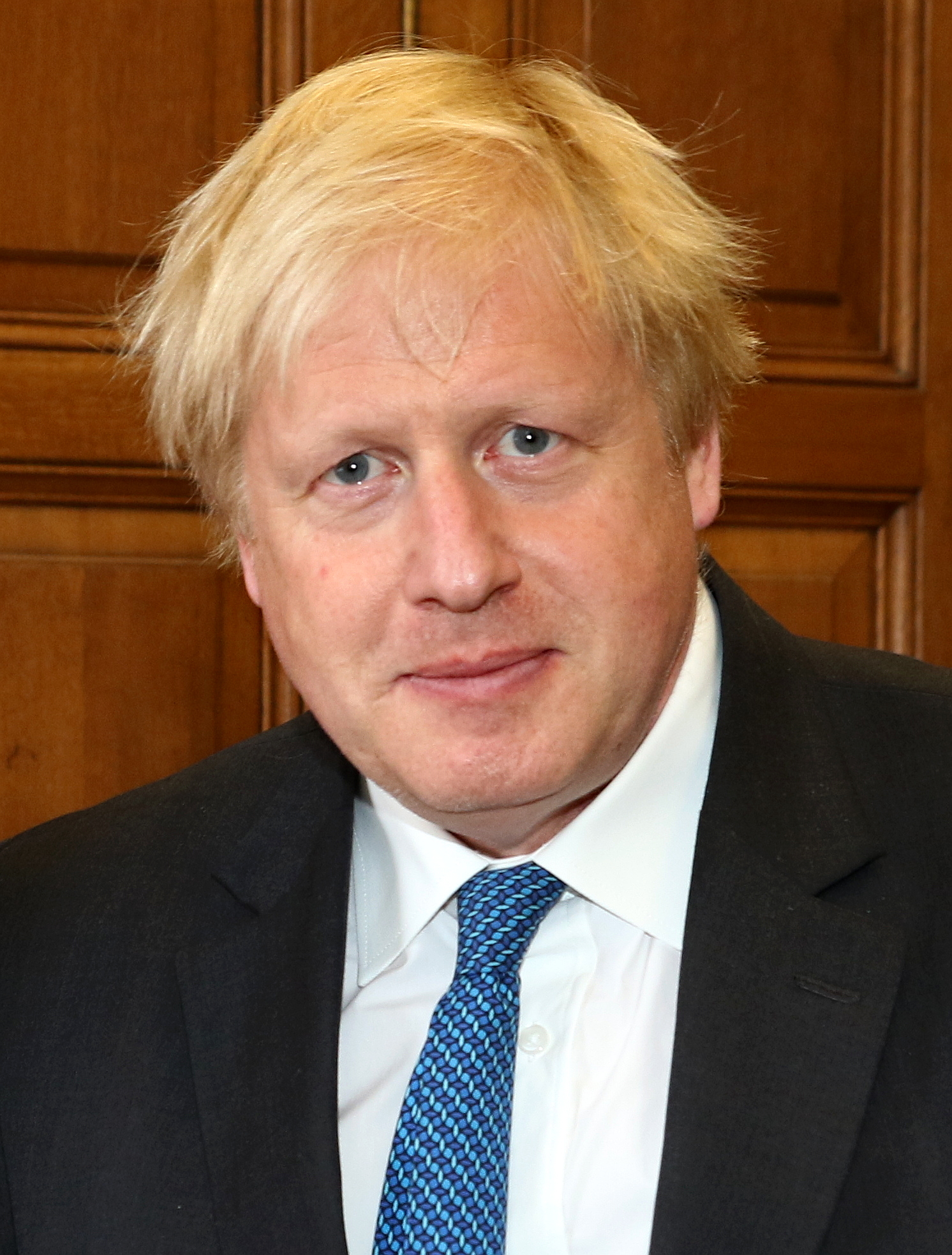
Un descendant de la dame de la Barfüsserkirche : Le politicien Boris Johnson

Un groupe de l’institut de recherches sur les momies Eurac Research à Bolzane en Italie a réussi à l’ADN mitochondriale de la momie et à identifier une variante du groupe Haplo U, posant les bases d’une possible identification scientifique. Pour cela, la découverte de descendantes féminines de cette momie s’avérait nécessaire. Le groupe de généalogistes du projet de science participative a reconstruit l’arbre généalogique de la momie en se fondant sur les registres de l’église, les registres de mariages ainsi que sur quantité d‘informations disponibles sur internet. Ces travaux ont mené mené à une ancêtre nommée Justine Froben (1512), fille de l’imprimeur Johann Froben. Marie-Louise Gamma et Diana Gysin réussirent donc à reconstruire une lignée ininterrompue du XVIe siècle à nos jours pour aboutir à Mme Rosemary Probst-Rhyner, habitante actuelle de Bâle. 
Une descendante d’Anna Bischoff ayant émigré aux États-Unis au XIXe siècle, une deuxième lignée a donc également pu y être identifiée. De ces deux lignées, des prélèvements ADN ont livré une corrélation de 99,8 % avec l’ADN de la momie. Il est donc maintenant certain qu’Anna Bischoff, née à Strasbourg, est bien la Dame de la Barfüsserkirche, enterrée le 30 août 1787. Une fille d'Anna Bischoff a épousé Christian-Frédéric Pfeffel, ancêtre de Boris Johnson, dont l'arrière grand-mère s'appelait Marie-Louise de Pfeffel. Lors de la conférence de presse révélant l’identification de la momie, une délégation de la BBC World News était présente au musée d’histoire naturelle de Bâle pour dévoiler cette nouvelle,.
| Synopsis du parentage entre A.C. Bischoff et Boris Johnson | Synopsis du parentage entre A.C. Bischoff et Boris Johnson | Synopsis du parentage entre A.C. Bischoff et Boris Johnson | Synopsis du parentage entre A.C. Bischoff et Boris Johnson | Synopsis du parentage entre A.C. Bischoff et Boris Johnson | Synopsis du parentage entre A.C. Bischoff et Boris Johnson | Synopsis du parentage entre A.C. Bischoff et Boris Johnson | Synopsis du parentage entre A.C. Bischoff et Boris Johnson | Synopsis du parentage entre A.C. Bischoff et Boris Johnson | Synopsis du parentage entre A.C. Bischoff et Boris Johnson |
| ---------------------------------------------------------- | ---------------------------------------------------------- | ---------------------------------------------------------- | ---------------------------------------------------------- | ---------------------------------------------------------- | ---------------------------------------------------------- | ---------------------------------------------------------- | ---------------------------------------------------------- | ---------------------------------------------------------- | ---------------------------------------------------------- |
| mariage                                                    | ⚭ 1738                                                     | ⚭ 1759                                                     | ⚭ 1808                                                     | ⚭ 1836                                                     | ⚭ vers 1800                                                | ⚭ 1906                                                     | ⚭1936                                                      | ⚭ 1963                                                     |                                                            |
| f                                                          | Anna Catharina Bischoff 1719–1787                          | Anna Katharina Gernler 1739–1776                           | Carolina von Tettenborn 1789–1811                          | Karoline von Rothenburg 1805–1872                          | Hélène Arnous de Rivière 1862–1951                         | Marie Louise von Pfeffel 1882–1944                         | Yvonne Eileen Williams 1907–1987                           | Charlotte Fawcett * 1942                                   |                                                            |
| m                                                          | Lucas Gernler 1704–1781                                    | Christian-Frédéric Pfeffel 1726–1807                       | Christian von Pfeffel 1765–1834                            | Karl Max von Pfeffel 1811–1890                             | Hubert von Pfeffel 1843–1922                               | Stanley Fred Williams 1880–1955                            | Osman Johnson Kemal 1909–1992                              | Stanley Johnson * 1940                                     | Boris Johnson * 1964                                       |

Un autre projet de science participative de Bâle sont les investigations sur l'identité de Théo, le fumeur de pipe.

### Ancêtres de Anna Catharina Bischoff
Parents

Hans-Jakob Bischoff (* 12. décembre 1683, † 1733) ; Augusta Margaritha Burckhardt (* 24. janvier 1697, † 28. décembre 1735)
Grands-parents du côté maternel

Catharina Burckhardt-Krug (1659–1714) ; Johann Rudolf Burckhardt (1654–1730)
Grands-parents du côté paternel

Catharina Bischoff-Gysendörfer (1656–1697) ; Isaak Bischoff (1642–1709)
Beaux-parents

Theodorf Gernler (1670–1723), Valeria Gernler-Ortmann (1677–1746)

### Descendants de Anna Catharina Bischoff
- Theodor Gernler (* 25. novembre 1738 in Strasbourg, † 1740 ebenda)
- Anna Katharina (* 1739, † 1776 à Versailles), ⚭ avec Christian-Frédéric Pfeffel (1726–1807)
- Valérie Gernler (* 1741 in Strasbourg, † inconnu)
- Augusta Maria Gernler (* 1744 in Strasbourg, † 1804 à Bâle)
- Salome Gernler (* 1744 in Strasbourg, † 1746 in Strasbourg)
- Lukas Gernler (* 1749 in Strasbourg, † 1750 ibidem)
- Johann Lukas Gernler (* 22. novembre 1751 in Strasbourg, † inconnu)[7]

## Vie

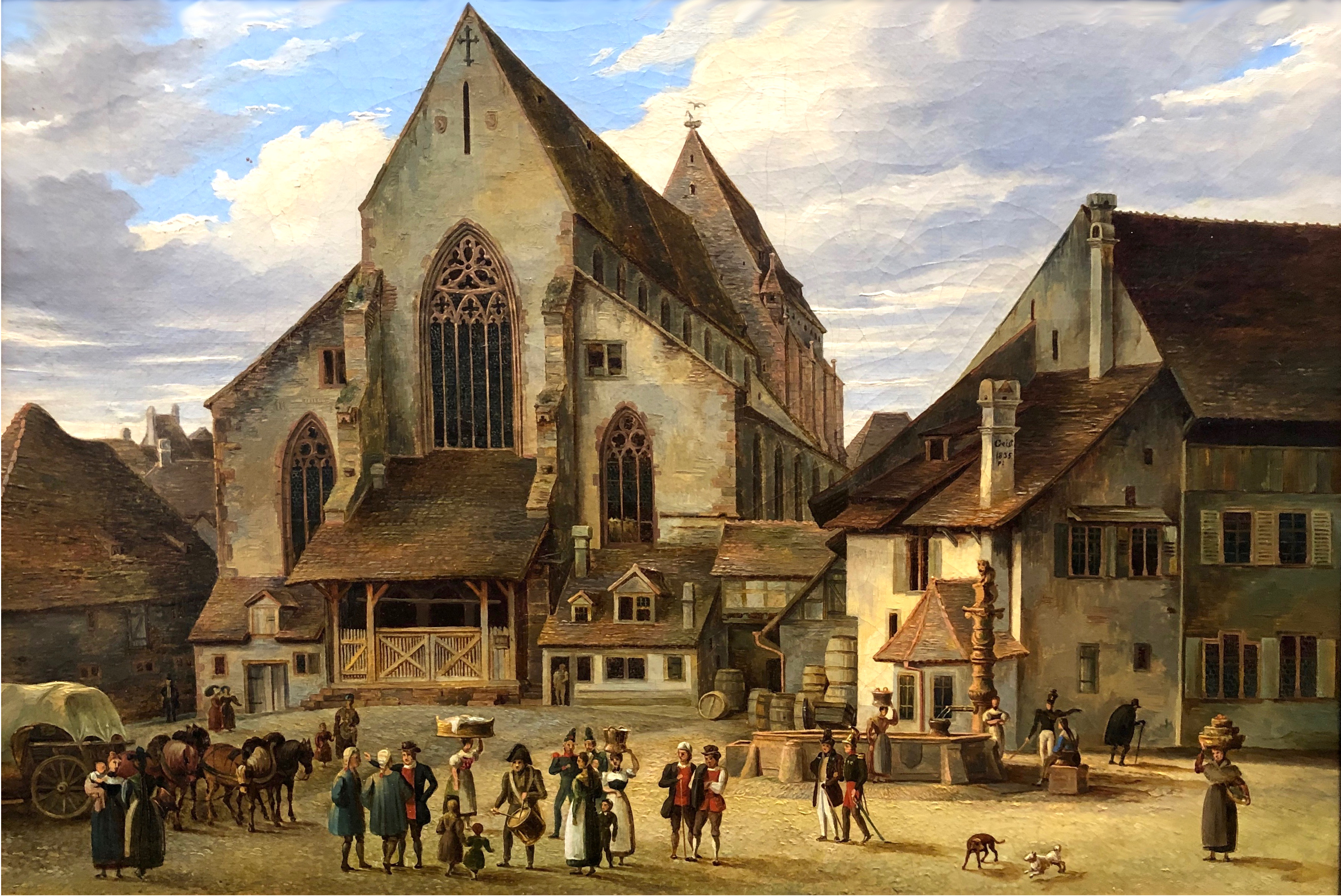
Vers 1835, quand l'église fut utilisée comme débarras

Anna Catharina Bischoff, une petite-fille du Maître hospitalier Isaak Bischoff est originaire d’une famille bâloise ancienne. Elle est née le 23 mars 1719 à Strasbourg en tant que fille aînée des cinq enfants de Bischoff. Une seule de ses sœurs, Anna Margaretha, survécut avec elle. Leurs parents étaient le pasteur suisse Johann Jakob Bischoff (1683-1733) et Augusta Margaretha Burckhardt (1697-1735). Le père était pasteur de la paroisse réformée de Strasbourg (aujourd’hui paroisse du Bouclier), dont le temple se trouvait à 6 km de là, dans le village de Wolfisheim. La famille aisée vécut au centre de Strasbourg dans une maison à deux étages avec dix pièces et une servante. Anna Catharina Bischoff avait 14 ans lorsque son père mourut à l’âge de 49 ans. Sa veuve Augusta Margaretha Bischoff-Burckhardt rentra alors à Bâle avec ses deux filles mineures. Anna fit rapidement la connaissance de son futur époux, Lucas Gernler (1704-1781), qui avait quinze ans de plus qu’elle. Il avait été vicaire de son père de 1732 à 1733 et, plus tard, il deviendrait son successeur à Wolfisheim où les cultes avaient lieu.
Les époux se marièrent en 1738 à Bâle et retournèrent à Strasbourg. Anna Catharina donna la vie à sept enfants dont seules deux filles survécurent. La première, Augusta, resta célibataire ; la seconde Anna Katharina Gernler (1739-1776), se maria avec l’historien et diplomate allemand Christian Friedrich Pfeffel von Kriegelstein. Elle mourut à Versailles à l’âge de 37 ans.
Lucas Gernler mourut en 1781 à l’âge de 77 ans de la suite d’une crise cardiaque ; il laissa de nombreuses lettres et un livre de cantiques. Une année après sa mort, Anna Catharina, qui avait 62 ans, rentra à Bâle.
Elle a vécu jusqu'à sa mort probablement avec sa sœur Anna Margareta Geymüller-Bischoff (1724-1804) qui avait épousé un riche marchand.
L’arrière-petit-fils d’Anna Catharina, Karl Maximilian von Pfeffel (1811-1890), se maria avec Katharina von Rothenburg, fille illégitime de Paul de Wurtemberg. Tous deux personnes sont les arrière-grands-parents de Boris Johnson, celui-ci étant donc un descendant de la Dame de la Barfüsserkirche en huitième génération.

## Questions sans réponse
Une équipe de 40 personnes (anthropologues, généalogistes, médecins-légistes, spécialistes de la génétique moléculaire, historiens de la médecine et toxicologues) a travaillé deux ans pour jeter les bases de l'identification de la momie. Malgré ces recherches approfondies, des questions restent ouvertes :
- Comment interpréter la position surprenante des mains de la momie ?
- Où sont passés les deux squelettes masculins mentionnés par Blendinger ?
- D’où vient le squelette qui a été trouvé en 1975 dans le cercueil supérieur ? Le crâne appartient à un homme de 25 ans environ, le reste du squelette à une femme d’environ 40 ans. Il s’agit probablement de la grand-mère d’Anna, Catharina Gysendörffer, qui a été enterrée en 1697. Elle avait atteint l’âge de 41 ans. Le crâne d’homme n’a pas encore pu être identifié.
- entre Anna Catharina et sa fille Anna-Katharina Gernler (1739-1776) se sont-elles échangé des lettres ? Si oui, où se trouvent-elles ?
- Existe-t-il un portrait de Anna Catharina Bischoff et de son époux Lucas Gernler ?

## Comment poursuivre l’enquête?
Le groupe de 40 spécialistes poursuit son enquête pour pouvoir répondre à ces questions afin de faire connaître la vie d’Anna Catharina Bischoff dans un livre destiné au grand public. Ces recherches sont réalisées en collaboration avec le département d’histoire de l’Université de Bâle. Elles sont coordonnées par le Musée d´histoire naturelle de Bâle.